# Monte del Toro
Monte del Toro är en ort i Mexiko.   Den ligger i kommunen Heroica Ciudad de Ejutla de Crespo och delstaten Oaxaca, i den sydöstra delen av landet, 400 km sydost om huvudstaden Mexico City. Monte del Toro ligger 1 556 meter över havet och antalet invånare är 537.
Terrängen runt Monte del Toro är kuperad söderut, men norrut är den platt. Runt Monte del Toro är det ganska glesbefolkat, med 48 invånare per kvadratkilometer. Närmaste större samhälle är Asunción Ocotlán, 9,6 km norr om Monte del Toro. I omgivningarna runt Monte del Toro växer huvudsakligen savannskog.